# Medi-Cal
Medi-Cal ist der Name des Medicaid-Programmes im US-Bundesstaat Kalifornien. Es wird gemeinsam durch das California Department of Health Services und die Centers for Medicare and Medicaid Services (CMS), eine Bundesagentur zur Überwachung aller Medicaid-Programme, betrieben.
Es gilt als sogenanntes Medical Assistance Program im Sinne des Title XIX des US-amerikanischen Sozialversicherungsgesetzes (Social Security Act), welches 1965 Gesetzeskraft erlangt. Medi-Cal existiert seit 1966.
Medicaid ist ein staatliches Krankenfürsorgeprogramm primär für Geringverdiener. Jeder Bundesstaat hat eine gewisse Gestaltungsfreiheit hinsichtlich der Leistungen und der Berechtigung zum Bezug von Medicaid-Leistungen. Außerdem geben einige Staaten, so auch Kalifornien, dem Programm einen eigenen Namen, hier also Medi-Cal.